# Tchassiv Iar
Tchassiv Iar (ukrainien : Часів Яр ; russe : Часов Яр, Tchassov Iar) est une ville de l'oblast de Donetsk, en Ukraine.
En octobre 2024, la population était d'environ 400 personnes. Au 24 mars 2025, la ville est le théâtre d'une bataille, ayant débuté depuis de nombreux mois, qui voit la Russie occuper une partie de la ville.

## Géographie
Tchassiv Iar est située à 66 km au nord de Donetsk, entre Bakhmout et Kostiantynivka.
La ville est jouxtée à l'est par le Canal Siversky Donets-Donbass, qui relie la rivière Donets au fleuve Kalmious. Ce canal alimente en eau potable une part du Donbass ainsi que les nombreuses industries de la région.

## Administration
Depuis juillet 2020, Tchassiv Iar forme une communauté territoriale avec les villages voisins de Bohdanivka, Hryhorivka (uk) et Kalynivka (uk).

## Histoire
Tchassiv Iar est fondée vers 1880 dans le cadre de la construction d'usines pour la production de matériaux réfractaires. Tchassiv Iar a le statut de ville depuis 1938. À l'époque soviétique, Tchassiv Iar comptait l'une des plus grandes usines de matériaux réfractaires de l'Union soviétique, qui exploitait de riches gisements d'argile réfractaire de haute qualité.

La gare le 9 juillet 2022
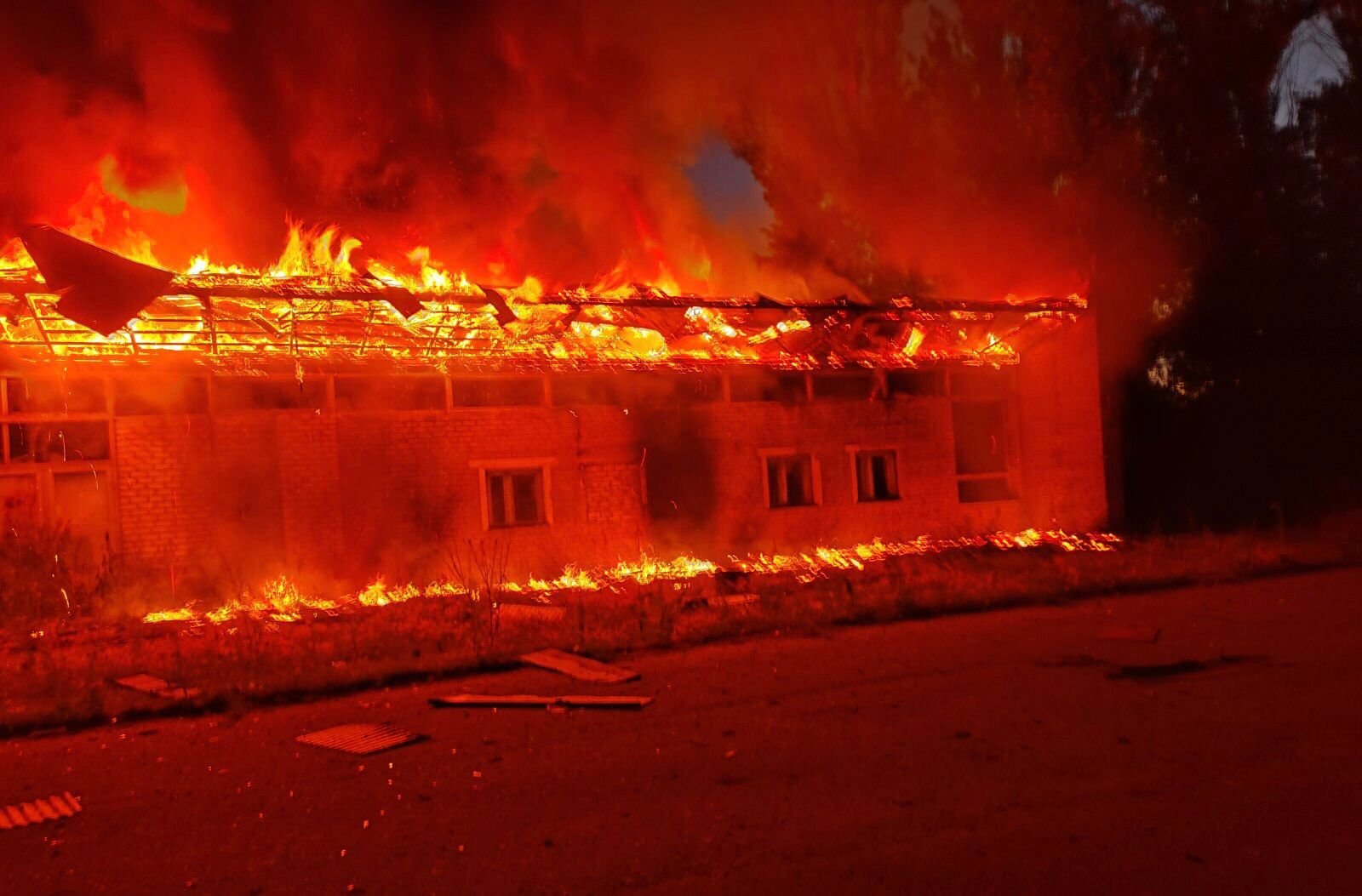

### Guerre russo-ukrainienne
Durant la Guerre russo-ukrainienne, dans le cadre de l'invasion de l'Ukraine par la Russie, le 9 juillet 2022, des tirs de roquettes russes sur la ville détruisent une gare et partiellement un immeuble résidentiel.

Maison de la culture en juillet 2023
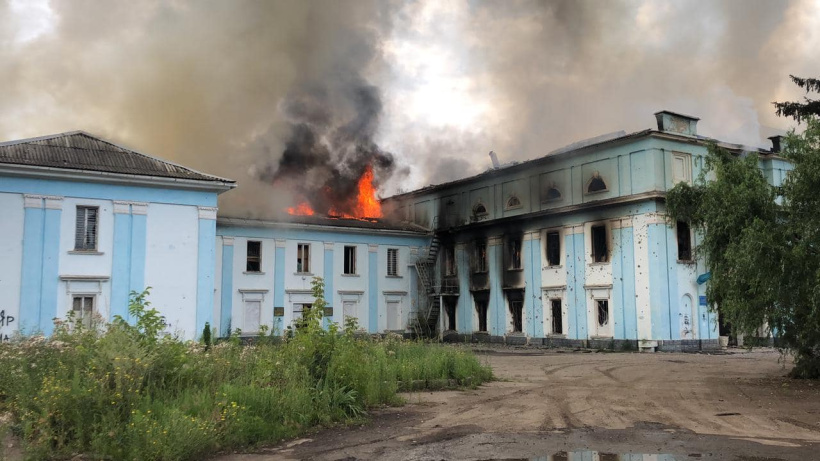

Le 9 mai 2023, le journaliste français de l'AFP, Arman Soldin est tué par un tir de roquettes Grad russes.
Le 17 février 2024, les forces russes ont largué une bombe thermobarique ODAB-1500 sur les positions défensives à Tchassiv Iar. Fin janvier 2025, la bataille de Tchassiv Iar s'achève après neuf mois par l'occupation de la ville par les forces russes.
Le 31 juillet 2025, la Russie annonce officiellement la prise de la ville .

## Population
Recensements (*) ou estimations de la population :
| 1923* | 1926* | 1939*  |
| ----- | ----- | ------ |
| 789   | 1 064 | 24 213 |

| 1959*  | 1970*  | 1979*  |
| ------ | ------ | ------ |
| 23 330 | 23 848 | 21 825 |

| 1989*  | 2001*  | 2010   |
| ------ | ------ | ------ |
| 19 804 | 16 612 | 14 541 |

| 2011   | 2012   | 2013   |
| ------ | ------ | ------ |
| 14 360 | 14 225 | 13 999 |

| 2024      | - | - |
| --------- | - | - |
| env. 400. | - | - |

## Transports
Tchassiv Iar est située à 109 km de Donetsk par le chemin de fer et à 77 km par la route.

## Personnalités
- Iossif Kobzon (1937-2018), chanteur (crooner) soviétique puis russe, homme politique russe.